# لويس فيليبي سكولاري

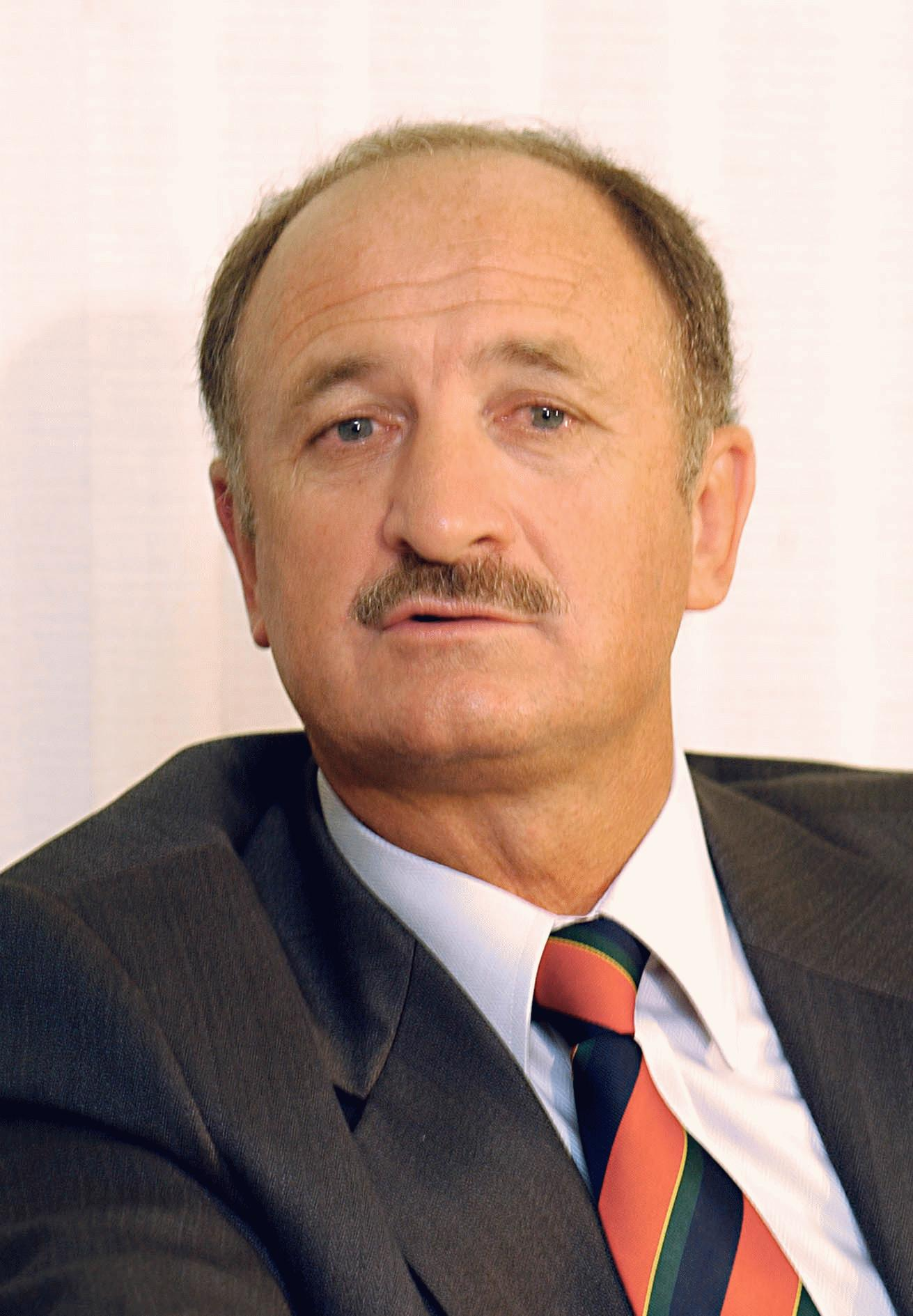
لويس فيليب لويس

لويس فيليب سكولاري (بالبرتغالية: Luiz Felipe Scolari)، مدرب كرة قدم برازيلي، ولد في 9 نوفمبر 1948، في مدينة باسو فوندو في ولاية ريو غراندي دو سول، وقد لقب ب«فيليباو» أي فيل الكبير قاد منتخب البرازيل للفوز بكأس العالم سنة 2002 للمرة الخامسة في تاريخ البرازيل. يشغل حاليًّا منصب المدير الفني لنادي غريميو.
يُعدّ لويس، في نظر العديد من النقّاد، واحدًا من أعظم وأنجح المدربين في تاريخ كرة القدم. وقد شغل مركز قلب الدفاع خلال مسيرته كلاعب، وبرز بشكل خاص مع نادي كاشياس، قبل أن ينتقل إلى مجال التدريب عام 1982. وبعد أن قاد المنتخب البرازيلي للفوز بكأس العالم لكرة القدم عام 2002، تولّى تدريب المنتخب البرتغالي من تموز (يوليو) 2003 حتى حزيران (يونيو) 2008. قاد لويس البرتغال إلى نهائي بطولة أمم أوروبا عام 2004، والتي خسرها المنتخب البرتغالي بهدف دون مقابل أمام اليونان، كما حقّق معه المركز الرابع في كأس العالم 2006. وقد تولّى كذلك قيادة البرتغال في بطولة أمم أوروبا 2008، ثم استقال بعد الخسارة أمام ألمانيا 2–3 في الدور الثاني.
وبعد عودته إلى التدريب على مستوى الأندية عبر نادي تشيلسي في الدوري الإنجليزي الممتاز، أُعيد تعيينه مدرب للمنتخب البرازيلي عام 2012. قاد الفريق للفوز بكأس القارات 2013، كما بلغ به الدور نصف النهائي في كأس العالم 2014. وبعد خسارة قاسية أمام ألمانيا بنتيجة 1–7 في نصف النهائي، تلاها هزيمة 0–3 أمام هولندا في مباراة تحديد المركز الثالث، قرر الاتحاد البرازيلي لكرة القدم عدم تجديد عقده. وفي عام 2015، بدأ عمله مع نادي غوانغجو إيفرغراند، ونجح في موسمه الأول بالفوز بالدوري الصيني الممتاز ودوري أبطال آسيا. ثم عاد إلى تدريب نادي بالميراس عام 2018، وفاز معه بلقب الدوري البرازيلي للمرة الثانية في مسيرته.
يحمل لويس جنسية مزدوجة، برازيلية وإيطالية، كونه من أصول إيطالية.

## مسيرته الكروية
وُلد لويس في مدينة باسو فوندو، الواقعة في ولاية ريو غراندي دو سول. وكان يشغل مركز قلب الدفاع، وقد اشتهر بأسلوب لعب يتّسم بالصلابة أكثر من المهارة، حتى أنّ معاصريه لقبوه بـ"بيرنا دي باو" (أي "الساق الخشبية" بالبرتغالية، وهو تعبير دارج في البرازيل يُطلق على اللاعب غير الموهوب). وقد سار لويس على خطى والده، بنيامين لويس، الذي كان أيضًا لاعب كرة قدم محترفًا. تنقّل خلال مسيرته بين أندية كاشياس، خوڤينتودي، نوفو هامبورغو، وسي إس آيه، وكان غالبًا ما يحمل شارة القيادة. وقد حقق لقبه الوحيد كلاعب مع نادي سي إس آيه حين فاز ببطولة ألاغواس الإقليمية عام 1981.

## أسلوب اللعب
كان لويس يشغل مركز قلب الدفاع، وقد وصف نفسه بأنه لاعب قوي بدنيًّا، شديد الصلابة، يتمتّع بإحساس جيد بالتمركز وصفات قيادية، رغم افتقاره للمهارة العالية. وقد جعله ذلك لاعبًا مفيدًا للفرق التي لعب لها. وعلى مدار مسيرته، ظل يحمل لقب "الساق الخشبية" بسبب افتقاره للمسة الفنية أو الرقي في الأداء.

## المسيرة التدريبية

### البدايات
عقب اعتزاله اللعب عام 1982، بدأ لويس مسيرته التدريبية مع نادي سينترو سبورتيفو ألاغوانو في عام 1982، وفي موسم 1982/1983 انتقل إلى تدريب فريق جوفنتيود، وفي عام 1983 انتقل إلى تدريب فريق غريميو البرازيلي، ثم انتقل إلى تدريب نادي الشباب السعودي في موسم 1984/1985، ثم عاد بعدها إلى نادي برازيل دي بولاتوس، وفي موسم 1986/1987 قاد فريق جوفنتيود، وقد عين مدربا لنادي غريميو في عام 1987، ولكنه لم يستمر طويلا حيث انتقل إلى تدريب نادي غوياس البرازيلي، وبعدها انتقل إلى تدريب نادي القادسية الكويتي، وقد حقق معه أول ألقابه في سجله كمدرب، حيث فاز بكأس الأمير في عام 1989، وقد كان النادي غائب عن الألقاب منذ عشر سنوات، وقد درب نادي القادسية الكويتي منذ عام 1988 إلى 1990.
تولّى لويس تدريب ناديه السابق سي إس آيه، وتمكّن في موسمه الأول من قيادته للفوز ببطولة ألاغواس الإقليمية. وبعد فترات تدريبية قصيرة مع خوڤينتودي (مرّتين)، وبراسيل دي بيلوتاس، وبيلوتاس، والنادي السعودي الشباب، انتقل إلى نادي غريميو، حيث أحرز بطولة ولاية ريو غراندي دو سول عام 1987. بعد ذلك، قاد نادي كريسيُوما لتحقيق أوّل لقب وطني كبير في تاريخه، حين فاز بكأس البرازيل عام 1991. ثم عاد إلى التدريب في الشرق الأوسط، وتولّى قيادة نادي الأهلي، ثم عاد إلى القادسية لفترة ثانية.

### العودة إلى غريميو
ثم انتقل إلى تدريب نادي غريميو منذ عام 1993 وحتى عام 1996، وفي عام 1997 درب نادي جوبيلو إيواتا الياباني، ولكنه أقيل من منصبه، وانتقل إلى تدريب نادي بالميراس منذ عام 1997 وحتى 2000، ثم انتقل إلى فريق كروزيرو في موسم 2000/2001. في أمريكا الجنوبية مرتين في عام 1999 وفي عام 2002 تولي تدريب منتخب البرازيل واستطاع ان يفوز معهم بكاس العالم لكرة القدم، وفي عام 2008 ترك منتخب البرتغال لكرة القدم وانتقل إلى تدريب نادي تشيلسي الإنجليزي. واقيل من نادي تشلسي بعد سبعة أشهر اعتبرها اصحاب النادي اللندني دون المستوى وانتقل لتدريب نادي بونيودكور الأوزبكي الذي يتقاضى نته مرتبا يعتبر به أعلى مدربي العالم من حيث المرتب وهو 16 مليون دولار سنويا.

### جوبيلو إيواتا
في عام 1997، تولّى لويس تدريب نادي جوبيلو إيواتا في الدوري الياباني، لكنه غادر منصبه بعد أحد عشر لقاءً فقط، ليعود بعدها بفترة وجيزة إلى البرازيل لتدريب نادي بالميراس.

### بالميراس
على مدار ثلاث سنوات، قاد لويس نادي بالميراس لتحقيق عدة بطولات، من بينها كأس البرازيل، وكأس ميركوسور، وأوّل لقب في تاريخ النادي في بطولة كأس ليبرتادوريس، بعد فوز بركلات الترجيح على نادي ديبورتيفو كالي الكولومبي. كما خاض الفريق نهائي كأس الإنتركونتيننتال عام 1999، وخسر أمام نادي مانشستر يونايتد. وقد تُوّج لويس بجائزة أفضل مدرب في أمريكا الجنوبية لعام 1999.

### كروزيرو
في عام 2000، عُيِّن لويس مدرب لنادي كروزيرو في ولاية ميناس جيرايس، واستمر معه لمدة عام واحد.

### المنتخب البرازيلي
في حزيران (يونيو) 2001، عين لويس مدرب للمنتخب البرازيلي، وكان بذلك ثالث مدرب يتولّى المهمة خلال عام واحد فقط. ومع تبقّي خمس مباريات في التصفيات، كان خطر عدم التأهل إلى كأس العالم 2002 يهدّد البرازيل، وهو ما لم يحدث في تاريخها من قبل. وعلى الرغم من خسارته في أول مباراة له بنتيجة 0–1 أمام أوروغواي، ثم الهزيمة 1–2 أمام الأرجنتين في أيلول (سبتمبر)، تمكّن في النهاية من قيادة الفريق نحو التأهل إلى النهائيات. كما قاد لويس المنتخب في بطولة كوبا أمريكا 2001، حيث تعرّض لإقصاء مفاجئ في الدور ربع النهائي على يد منتخب هندوراس بعد خسارة بنتيجة 0–2. وقد علّق لويس بعد اللقاء قائلًا: "سأُخلّد في التاريخ كمدرب البرازيل الذي خسر أمام هندوراس، هذا أمر مروّع. لكن هندوراس لعبت بشكل أفضل، وكانت تستحق الفوز."

### التحضير لكأس العالم 2002
خلال التحضيرات النهائية لكأس العالم 2002، رفض لويس استدعاء المهاجم المخضرم روماريو إلى قائمة المنتخب، رغم الضغوط الشعبية والنداء العاطفي الذي وجّهه اللاعب بنفسه. دخلت البرازيل البطولة دون أن تُعدّ من المرشحين للفوز، لكنها حقّقت انتصارات متتالية على كل من تركيا، والصين، وكوستاريكا، وبلجيكا، وإنجلترا، ثم تركيا مجددًا في نصف النهائي، لتبلغ المباراة النهائية. وهناك، انتصرت على ألمانيا بنتيجة 2–0 بفضل هدفين من رونالدو، لتتوج بلقبها الخامس في كأس العالم. استقال لويس من تدريب المنتخب في آب (أغسطس) 2002، بنيّة الانتقال إلى العمل في أوروبا.

### البرتغال
في تشرين الثاني (نوفمبر) 2002، عين لويس مدرب لمنتخب البرتغال، الذي كان يستعد لاستضافة بطولة أمم أوروبا 2004. وقد أثارت هذه الخطوة جدلًا في الأوساط البرتغالية، نظرًا للراتب المرتفع الذي حصل عليه، ولكونه أول مدرب أجنبي يتولّى تدريب المنتخب منذ أوتو غلوريا. كما أثار لويس مزيدًا من الجدل باستدعائه اللاعب المولود في البرازيل ديكو، الذي نال الجنسية البرتغالية مؤخرًا فقط. في بطولة أمم أوروبا 2004، تجاوزت البرتغال دور المجموعات، ثم تغلّبت على إنجلترا بركلات الترجيح في الدور ربع النهائي، وفازت على هولندا في نصف النهائي. إلا أنها سقطت في النهائي بشكل مفاجئ أمام المنتخب اليوناني، بنتيجة 0–1.
قاد لويس البرتغال أيضًا في كأس العالم 2006 في ألمانيا، حيث بلغ الفريق الدور نصف النهائي، بعد فوز جديد على إنجلترا في ربع النهائي بركلات الترجيح. غير أن الفريق لم يصل إلى النهائي، بعدما خسر أمام فرنسا، التي حلّت وصيفة في البطولة. بعد نهاية البطولة، ارتبط اسم لويس كثيرًا بمنصب مدرب منتخب إنجلترا، لكنه فضّل البقاء مع البرتغال واستكمال عقده. وفي بطولة أمم أوروبا 2008، قاد لويس البرتغال لتصدر المجموعة الأولى والتأهل إلى الأدوار الإقصائية، لكنه خرج من البطولة بعد الخسارة أمام ألمانيا في الدور ربع النهائي. وخلال هذه البطولة، أعلن لويس أنه سينتقل لتدريب نادي تشيلسي الإنجليزي خلال موسم 2008–2009.

### تشيلسي

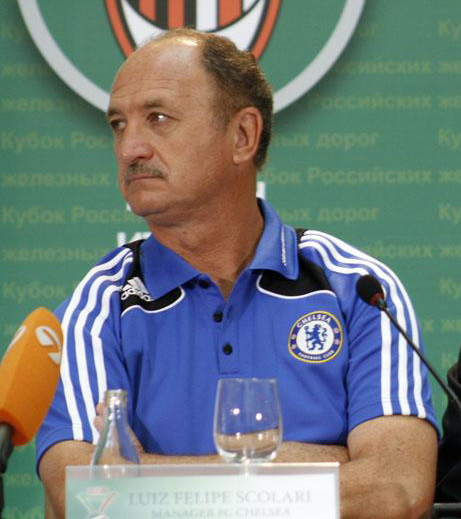
لويس مع تشيلسي في عام 2008

تسلّم لويس تدريب نادي تشيلسي في 1 تموز (يوليو) 2008، وقد أُعلن عن ذلك بعد يوم واحد فقط من مباراة البرتغال ضد التشيك في بطولة أمم أوروبا. وبذلك، أصبح لويس أوّل مدرب فاز بكأس العالم يتولّى تدريب فريق في الدوري الإنجليزي الممتاز.
كان لويس قد اشتهر سابقًا بتصريحاته عن "نوبات الغضب" و"الانتصارات"، وبصورة عامة كُوّنت عنه سمعة بأنه شخص صارم وغير متوقّع. وعند سؤاله عمّا إذا كان قراره بالانضمام إلى تشيلسي لأسباب مالية، أجاب: "نعم، هذا أحد الأسباب"، وأضاف: "أنا في التاسعة والخمسين من عمري، ولا أريد الاستمرار في التدريب حتى السبعين. أريد أن أتقاعد بعد أربع أو خمس سنوات، لذا كان للمال دور، لكن كانت هناك أسباب أخرى أيضًا". كما أشار إلى رغبته في منح ابنه فرصة الدراسة في الخارج، قائلاً: "لا تأتيك فرصة كهذه إلا مرة واحدة، فإما أن تأخذها أو تتركها، لكنها لم تكن فقط مسألة مالية". لاحقًا، صرّح لويس بأنه رفض عرضًا لتدريب نادي مانشستر سيتي.
كانت أول مباراة يخوضها لويس مع تشيلسي مباراة ودية أمام نادي قوانغجو الصيني، وانتهت بفوز تشيلسي 4–0. وجعل من لاعب الوسط ديكو، الذي سبق له تدريبه في المنتخب البرتغالي، أول صفقاته، مقابل حوالي 8 ملايين جنيه إسترليني. ومع ذلك، شعر بخيبة أمل بسبب فشل مفاوضات ضم روبينيو من ريال مدريد.
تحت قيادته، حقق تشيلسي أكبر فوز خارج أرضه خلال خمس سنوات، عندما فاز 5–0 على ميدلزبره في تشرين الأول (أكتوبر) 2008، وهو أكبر فوز في تاريخ الفريق على ملعب ريفرسايد. لكن بعد تراجع الأداء، أقيل لويس من منصبه في 9 شباط (فبراير) 2009، عقب سلسلة من النتائج السلبية، أبرزها الخسارة 0–2 أمام ليفربول، والتعادل المحبط 0–0 مع هال سيتي على أرضه. وأوضح النادي أن سبب الإقالة هو "تراجع الأداء والنتائج في وقت حاسم من الموسم". وقد خَلَفَه في المنصب المدرب الهولندي غوس هيدينك، الذي كان يشغل في الوقت نفسه منصب مدرب منتخب روسيا.

### بونيودكور
في 6 حزيران (يونيو) 2009، شوهد لويس يحضر مباراة أوزبكستان ضد اليابان في تصفيات كأس العالم، وبعد يومين فقط، أعلن أنه وقّع عقدًا لمدة 18 شهرًا مع نادي بونيودكور، بطل أوزبكستان. وقد أصبح بموجب هذا العقد أعلى المدربين أجرًا في العالم، براتب بلغ 13 مليون يورو سنويًّا. غادر النادي في 29 أيار (مايو) 2010 بالتراضي، بعدما فشل في قيادة الفريق لتجاوز دور الـ16 في دوري أبطال آسيا. وقد برّر ذلك بقلقه على تعليم ابنه.

### العودة إلى بالميراس
في 13 حزيران (يونيو) 2010، أُعلن عن تعيين لويس مدرب جديدًا لنادي بالميراس. ووقّع عقدًا مدته سنتان ونصف. تحت قيادته، فاز النادي بكأس البرازيل عام 2012، لكن بعد سلسلة نتائج مخيبة في الدوري البرازيلي، غادر لويس الفريق في أيلول (سبتمبر) 2012 باتفاق متبادل.

### العودة إلى البرازيل

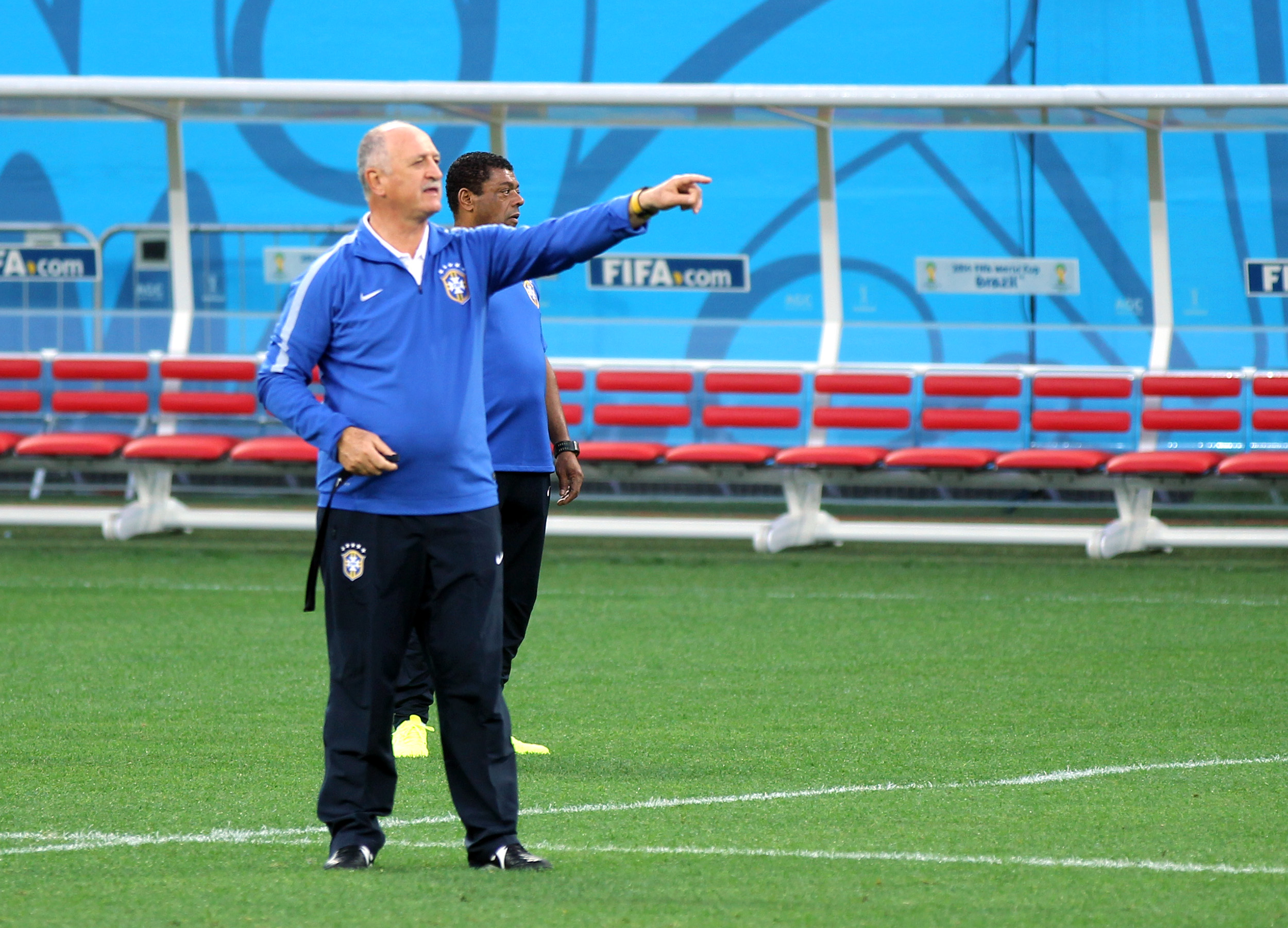
لويس يشرف على جلسة تدريبية في كأس العالم لكرة القدم 2014

في تشرين الثاني (نوفمبر) 2012، وبعد شهرين دون ارتباط بأي نادٍ، عاد لويس لتدريب المنتخب البرازيلي، خلفًا للمدرب المقال مانو مينيزيس. وقد أُوكلت إليه مهمة قيادة المنتخب نحو الفوز بكأس العالم 2014، التي كانت ستُقام على أرض البرازيل. وكان لويس قد فاز سابقًا بلقب كأس العالم مع البرازيل عام 2002.
تحت قيادته، افتتحت البرازيل بطولة كأس القارات 2013 بفوزٍ مقنع على اليابان بنتيجة 3–0، بأهداف من نيمار في الدقيقة الثالثة، وباولينيو في الدقيقة 48، وجو في الدقيقة 90. وبعد ثلاثة أيام، فاز الفريق 2–0 على المكسيك، حيث سجل نيمار هدفًا آخر في الدقيقة التاسعة. وفي نصف النهائي، واجهت البرازيل منتخب الأوروغواي في مباراة صعبة، وانتهت لصالحها بنتيجة 2–1، سجّل خلالها فريد في الدقيقة 41، وأضاف باولينيو هدف الحسم في الدقيقة 86. وفي النهائي، قدّمت البرازيل أداءً رائعًا أمام إسبانيا، وهزمتها بنتيجة 3–0، بهدفيْن من فريد وهدف من نيمار.
كأس العالم 2014 والكارثة أمام ألمانيا

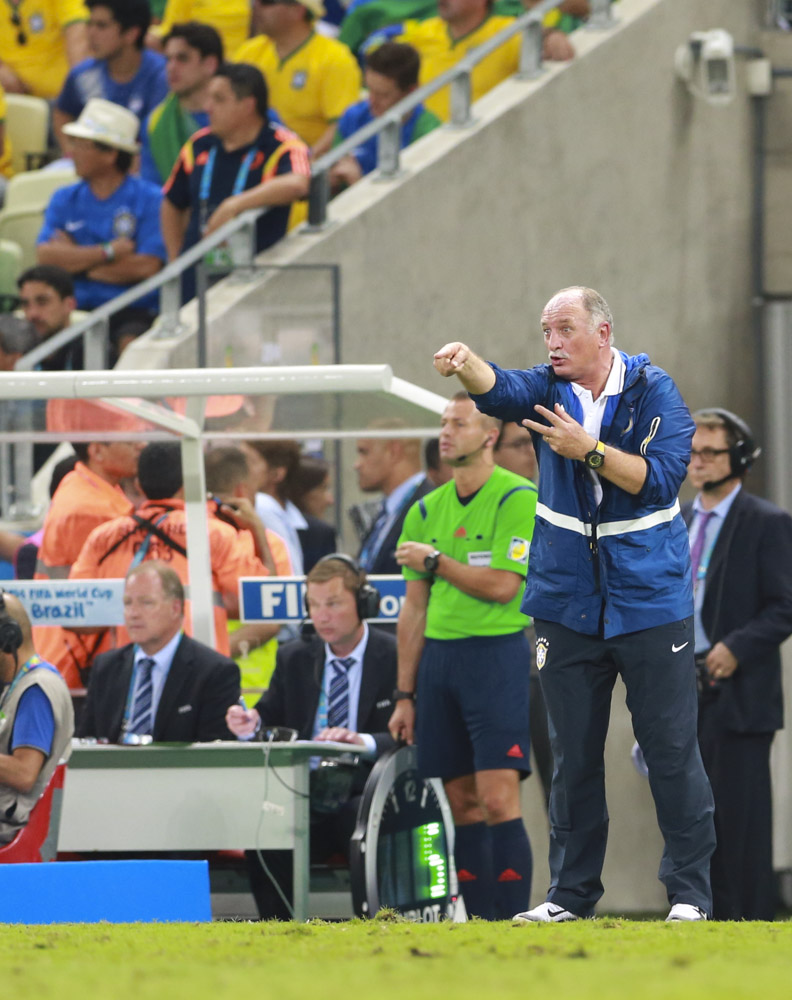
مباراة البرازيل وكولومبيا في كأس العالم 2014-07-04

 بعد مشوار ناجح أوصل المنتخب إلى نصف نهائي كأس العالم 2014، تلقّت البرازيل هزيمة تاريخية أمام ألمانيا بنتيجة 1–7، وهي أكبر خسارة في تاريخ مشاركاتها في البطولة. وكان أكبر فارق خسارة سابق للبرازيل في كأس العالم هو 0–3 في نهائي 1998 أمام فرنسا. كما كانت تلك أول خسارة للبرازيل على أرضها في مباراة رسمية منذ عام 1975. وصف لويس المباراة بأنها "أسوأ يوم في حياته"، وتحمّل المسؤولية الكاملة عن الهزيمة. وفي 14 تموز (يوليو) 2014، وبعد خسارة جديدة بنتيجة 0–3 أمام هولندا في مباراة تحديد المركز الثالث، أعلن لويس استقالته من تدريب المنتخب البرازيلي.
العودة الثالثة إلى غريميو

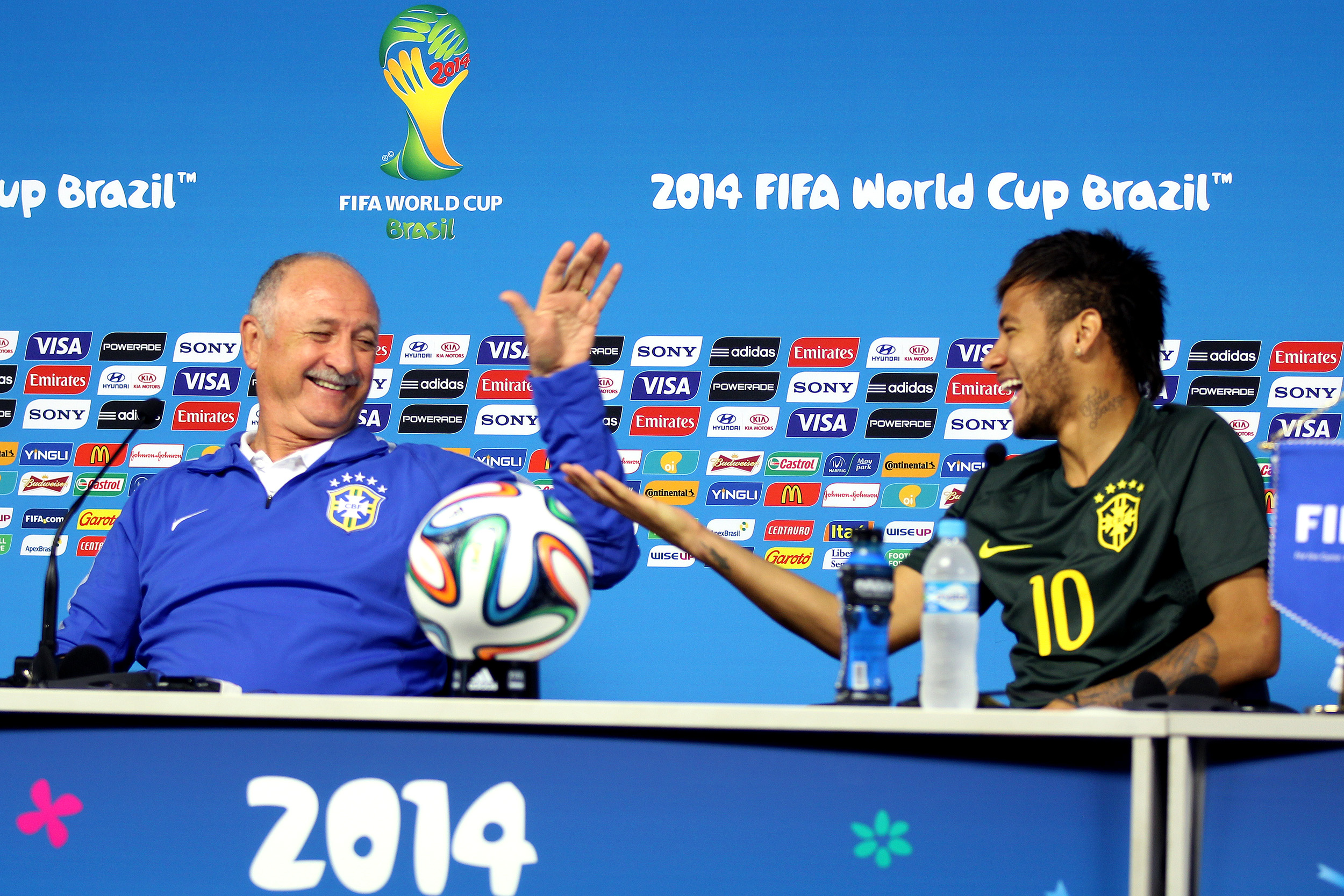
لويس مع المهاجم البرازيلي نيمار في مؤتمر صحفي في كأس العالم لكرة القدم 2014

في 29 تموز (يوليو) 2014، وقّع لويس عقدًا جديدًا مع نادي غريميو، وتم تقديمه رسميًّا في اليوم التالي بملعب أرينا دو غريميو. غير أنّ بدايته المخيبة في الموسم دفعت به إلى الاستقالة من منصبه في 19 أيار (مايو) 2015.

### غوانغجو إيفرغراند
في 4 حزيران (يونيو) 2015، عُيِّن لويس مدرب لنادي غوانغجو إيفرغراند، بطل الدوري الصيني الممتاز، ووقّع عقدًا لمدة عام ونصف مع خيار التمديد لعام إضافي. وخلال أربعة أشهر فقط، قاد الفريق إلى الفوز بلقب الدوري الصيني 2015، وكذلك لقب دوري أبطال آسيا، بعد انتصار على نادي الأهلي الإماراتي بقيادة كوزمين أولاريو، بنتيجة إجمالية 1–0 في النهائي.
في 24 تشرين الأول (أكتوبر) 2016، مدد لويس عقده لعام إضافي، بعد تعيين مارشيلو ليبي، الذي كان مرشحًا لخلافته، مدرب للمنتخب الصيني. قاد لويس النادي للفوز بثلاثة ألقاب دوري متتالية من 2015 إلى 2017. وبعد نهاية موسم 2017، رفض تجديد عقده، ليختتم فترته في الصين.

### العودة الثالثة إلى بالميراس

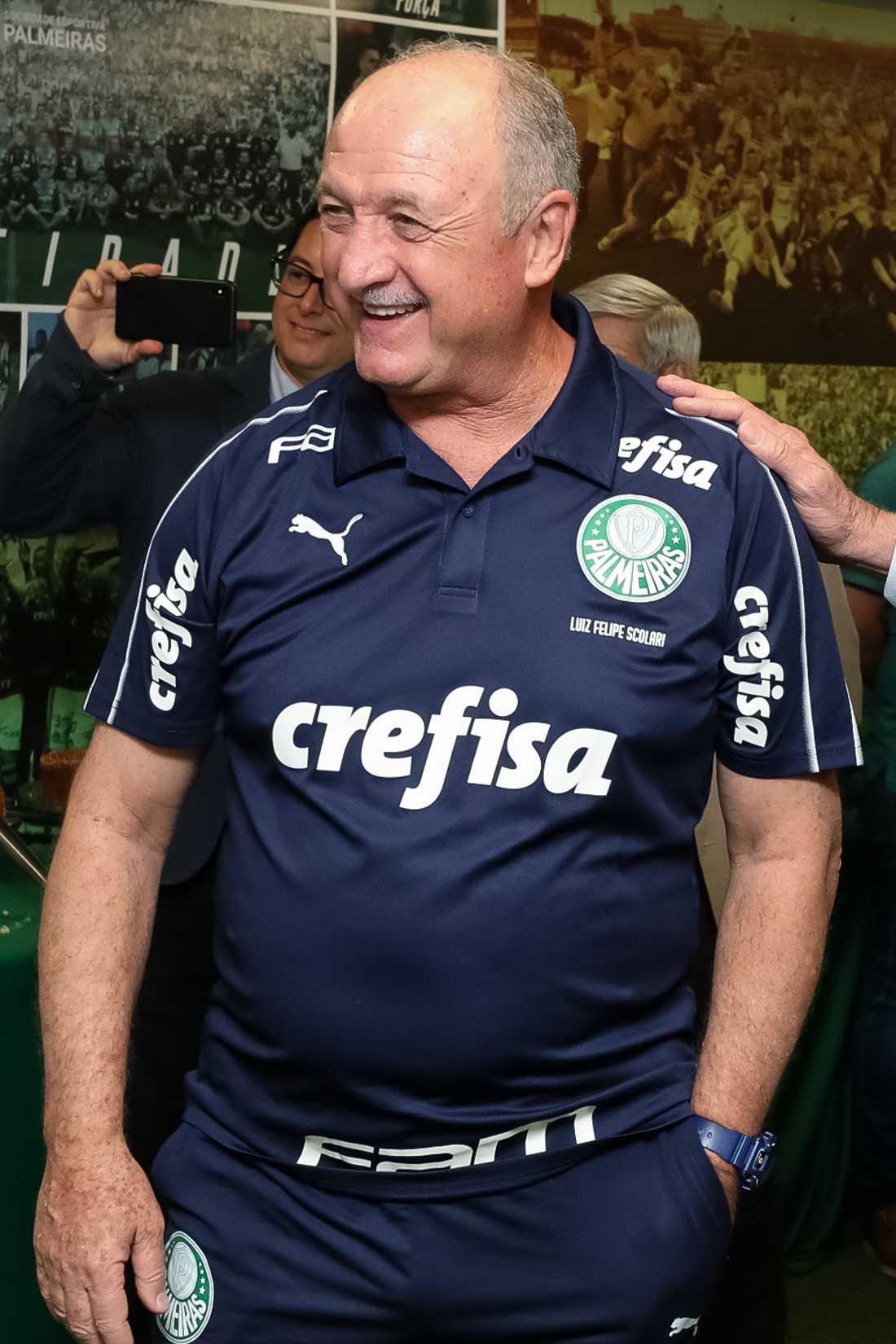
لويس مع بالميراس في 2019

في 27 تموز (يوليو) 2018، عاد لويس لتدريب نادي بالميراس للمرة الثالثة في مسيرته. لكن في 2 أيلول (سبتمبر) 2019، أقاله النادي بسبب تراجع الأداء بعد بطولة كوبا أمريكا 2019، إذ لم يحقق الفريق سوى 23.8٪ من النقاط الممكنة خلال تلك الفترة.

### العودة إلى كروزيرو
في 15 تشرين الأول (أكتوبر) 2020، عاد لويس لتدريب الفريق الأول في نادي كروزيرو. وفي 25 كانون الثاني (يناير) 2021، أعلن الطرفان الانفصال بالتراضي.

### العودة الرابعة إلى غريميو
في 7 تموز (يوليو) 2021، عاد لويس إلى نادي غريميو للمرة الرابعة، بهدف إخراج الفريق من المركز الأخير في الدوري البرازيلي الدرجة الأولى، والمنافسة على بطولة كوبا سود أمريكانا. غير أنه غادر منصبه في 11 تشرين الأول (أكتوبر) 2021، باتفاق متبادل، بعدما استقر الفريق في المركز قبل الأخير في جدول الدوري.

### أتلتيكو باراناينسي
في 4 أيار (مايو) 2022، عُيِّن لويس مديرًا فنيًّا عامًا في نادي أتلتيكو باراناينسي، مع توليه مؤقتًا تدريب الفريق الأول "إلى حين اتخاذ قرارات جديدة". ونظرًا للنتائج الإيجابية، استمر كمدرب حتى نهاية الموسم، وتمكّن من قيادة الفريق إلى نهائي كأس ليبرتادوريس 2022، لكنه خسر أمام فلامنغو بنتيجة 0–1. بعد نهاية الموسم، تراجع عن مهامه التدريبية، واستمر في النادي كمدير فني، وعيّن مساعده باولو تورا خليفةً له في منصب المدرب.

### أتلتيكو مينيرو
في 16 حزيران (يونيو) 2023، قبل لويس عرضًا للعودة إلى التدريب من خلال تولّي قيادة نادي أتلتيكو مينيرو، ووقّع عقدًا لمدة عام ونصف. وقد قاد الفريق إلى سلسلة نتائج مميزة في دوري الدرجة الأولى البرازيلي لموسم 2023، إلا أنه قرر مغادرة منصبه باتفاق متبادل في 20 آذار (مارس) 2024، رغم وصول الفريق إلى نهائي بطولة كامبيوناتو مينيرو لعام 2024.

## الحياة الشخصية
يحمل لويس أيضًا الجنسية الإيطالية، إذ إن أصول عائلته تعود إلى منطقة فينيتو. ويُعرف بحبه لنادي غريميو، وقد أُفيد أيضًا أنه كان من مشجعي نادي نوتينغهام فورست، بعدما تابع نجاحاته تحت قيادة المدرب براين كلوف في سبعينيات القرن العشرين. يعتنق لويس الديانة الكاثوليكية. كثيرًا ما لاحظت وسائل الإعلام وجود شبه في ملامحه مع الممثل جين هاكمان، ومع شخصية دون فيتو كورليوني التي أداها مارلون براندو في فيلم "العراب". وفي البرازيل، يُعرف لويس بلقب "فيليپاو"، وخلال فترته مع نادي تشيلسي، أُطلق عليه أحيانًا الترجمة الإنجليزية للاسم: "بيغ فيل".

## أسلوبه في التدريب
يُعد لويس، بحسب عدد من المحللين، واحدًا من أعظم وأنجح المدربين في تاريخ كرة القدم. وقد نسبت إليه صحيفة "90مين" في عام 2024 نجاحاته إلى أسلوبه المتفرّد الذي جمع بين الحزم والغموض، وإلى قدرته على إلهام لاعبيه، التي كانت لا تقل أهمية عن براعته التكتيكية. وقد اشتهر بلقب "فيليپاو" أو "بيغ فيل"، وكان في بدايات مسيرته التدريبية معروفًا بأسلوبه الصارم والجاد في اللعب. لكن في تسعينيات القرن العشرين، بدأ يعتمد أسلوبًا أكثر جاذبية، وأصبح الأداء الهجومي أكثر فاعلية. عرف عنه حرصه على تعزيز روح الفريق، ولجوؤه إلى وسائل تحفيزية ذات طابع ديني، كما كان يسعى إلى حماية لاعبيه من ضغط الإعلام. إلا أن علاقته بالصحافة كثيرًا ما كانت متوترة، بسبب طابعه الحماسي والمندفع، الذي أدى أحيانًا إلى صدامات مع الصحفيين، كما عُرف بانفعاله الشديد على خط التماس. وقد تميّز لويس بتوازن أسلوبه التكتيكي بين الدفاع والهجوم، وبمرونته في تبنّي تشكيلات متعددة، منها: 4–3–2–1، و3–4–1–2، و4–3–3.
وغالبًا ما منح لاعبيه حرية كبيرة في الملعب، وكان لاعبو الوسط يحتلون مركزًا محوريًّا في خططه الهجومية، إذ كان يُطلب منهم التقدّم من العمق. كما كانت طريقة لعب الجناحين عنصرًا أساسيًّا في تكتيكه، حيث كان يشجّعهم على تبادل المراكز من أجل تنويع خيارات الهجوم. مع ناديي غريميو وبالميراس، كثيرًا ما استخدم لويس التشكيلة 4–4–2، التي تميزت بالصلابة الدفاعية، والاعتماد على التحولات السريعة والهجمات المرتدة. وخلال فترته الأولى في تدريب المنتخب البرازيلي، انتهج في البداية أسلوبًا دفاعيًّا، لكنه اعتمد نهجًا هجوميًّا أكثر في بطولة كأس العالم 2002، مستخدمًا تشكيلات مثل 3–5–2، و3–4–1–2، و3–4–2–1، حيث لعب كافو وروبرتو كارلوس كظهيرين هجوميَّين يُساندان الخط الأمامي، ما انسجم مع مهارات الثلاثي الهجومي المميز: رونالدو، وريفالدو، ورونالدينيو، إلى جانب القدرة الكبيرة للاعبي الوسط على التمرير. وقد اعتمد الفريق أيضًا على الانتقال السريع من الدفاع إلى الهجوم، وتنفيذ الهجمات المرتدة.
أما مع منتخب البرتغال، فقد تبنّى لويس أسلوب لعب ممتعًا قائمًا على التمريرات، أبرز فيه مهارات لاعبيه، مع التركيز في الوقت ذاته على الإعداد التكتيكي، والبراغماتية، والجوانب النفسية للّعبة.
وقد أشاد لاعب الوسط السابق ديكو بقدرة لويس على تحفيز اللاعبين خلال كأس العالم 2006، حيث استخدم خلال البطولة التشكيلة 4–2–3–1، مع الاعتماد على الجناحين كريستيانو رونالدو في الجهة اليسرى، ولويس فيغو في اليمنى، وكانا يتبادلان المراكز باستمرار ويقومان بالمراوغات المباشرة في وجه المدافعين. وفي فترته الثانية مع البرازيل، لجأ لويس إلى التشكيلة المرنة 4–2–3–1، ونجح في تحجيم أسلوب استحواذ منتخب إسبانيا في نهائي كأس القارات 2013 من خلال الضغط العالي، لا سيما على لاعب الوسط المدافع سيرخيو بوسكيتس.
كما اعتمد على خط دفاع صلب يلعب بخط متقدم، وعلى لاعبي وسط يمتازون بالحركية والعمل الدفاعي والهجومي، حيث لعب أوسكار في مركز صانع الألعاب، وكانت توكل إليه مهام دفاعية مع منحه الحرية في التقدّم إلى الهجوم، في حين شغل نيمار مركز الجناح الأيسر، مُساندًا رأس الحربة الوحيد الصريح في المقدمة.

## إنجازاته

### مع الاندية
الاجانو 1982
القادسية الكويتية كأس أمير الكويت 1989
Criciúma كأس البرازيل: 1 1991
غريميو كامبيوناتو غاوتشو: 3 1987، 1995، 1996
كأس البرازيل: 1 1994
كوبا ليبرتادوريس: 1 1995
الدوري البرازيلي الدرجة A: 1 1996
ريكوبا سوداميريكانا: 1 1996
بالميراس كأس البرازيل: 1 1998
كوبا ميركوسور: 1 1998
كوبا ليبرتادوريس: 1 1999
تورنيو ريو-ساو باولو: 1 2000
كروزيرو كوبا سول ميناس: 1 2001
بانيدكور الدوري الازو الباكستاني 2009

### فردي
أفضل مدرب كرة قدم في البرازيل:2018
أفضل مدرب في الدوري البرازيلي: 2018
أفضل مدرب في أمريكا الجنوبية: 1999، 2002
أفضل مدرب وطني في العالم وفقًا للاتحاد الدولي لتاريخ وإحصاءات كرة القدم: 2002
أفضل مدرب في الدوري الصيني الممتاز: 2015، 2016

### مع المنتخبات
- الكويت

كأس الخليج 1990
- البرازيل

كأس العالم لكرة القدم 2002
كأس العالم للقارات 2013
- البرتغال
  - المركز الثاني في كاس الأمم الاوربية 2004
  - المركز الرابع كأس العالم 2006

### الأوسمة
نيشان الأمير هنري برتبة قائد.
وسام الاستحقاق، وسام الحبل بلا دنس من فيلا فيكوسا (بيت براغانزا)

## روابط خارجية
- لويس فيليبي سكولاري على موقع IMDb (الإنجليزية)
- لويس فيليبي سكولاري على موقع قاعدة بيانات الفيلم (الإنجليزية)
- لويس فيليبي سكولاري على موقع الاتحاد الدولي (مؤرشف)  (الإنجليزية)
- لويس فيليبي سكولاري على موقع قاعدة بيانات كرة القدم.إي يو (الإنجليزية)
- لويس فيليبي سكولاري على موقع ناشيونال فوتبول تيمز (الإنجليزية)
- لويس فيليبي سكولاري على موقع Soccerbase.com (مدرب) (الإنجليزية)
- لويس فيليبي سكولاري على موقع Soccerway.com (الإنجليزية)
- لويس فيليبي سكولاري على موقع عالم كرة القدم.نت (الإنجليزية)